# Centro do Canadá

o Centro do Canadá, definido politicamente.

O Centro do Canadá (em inglês:  Central Canada) é uma região que abrange as províncias de Quebec e Ontário. A região tem 21612855 habitantes (2016), ou seja, 61,4% de todo o Canadá.